# Andrena plebeia
Andrena plebeia är en biart som beskrevs av Laberge 1986. Andrena plebeia ingår i släktet sandbin, och familjen grävbin. Inga underarter finns listade i Catalogue of Life.